# North City
North City és una població dels Estats Units a l'estat d'Illinois. Segons el cens del 2000 tenia 630 habitants.

## Demografia
Segons el cens del 2000, North City tenia 630 habitants, 259 habitatges, i 178 famílies. La densitat de població era de 111,1 habitants/km².
Dels 259 habitatges en un 26,6% hi vivien nens de menys de 18 anys, en un 59,1% hi vivien parelles casades, en un 6,9% dones solteres, i en un 30,9% no eren unitats familiars. En el 27,4% dels habitatges hi vivien persones soles el 12,4% de les quals corresponia a persones de 65 anys o més que vivien soles. El nombre mitjà de persones vivint en cada habitatge era de 2,43 i el nombre mitjà de persones que vivien en cada família era de 2,97.
Per edats la població es repartia de la següent manera: un 22,9% tenia menys de 18 anys, un 8,7% entre 18 i 24, un 25,7% entre 25 i 44, un 25,1% de 45 a 60 i un 17,6% 65 anys o més.
L'edat mediana era de 41 anys. Per cada 100 dones de 18 o més anys hi havia 102,5 homes.
La renda mediana per habitatge era de 27.381 $ i la renda mediana per família de 36.250 $. Els homes tenien una renda mediana de 29.375 $ mentre que les dones 20.714 $. La renda per capita de la població era de 13.360 $. Aproximadament el 14,1% de les famílies i el 19,6% de la població estaven per davall del llindar de pobresa.

## Poblacions més properes
El següent diagrama mostra les poblacions més properes.